# Missicius
Il missicius è un'indicazione di status dell'esercito romano dell'età imperiale che viene conferito ai militari in congedo. 

## Storia del termine
Nelle fonti a nostra disposizione, il termine "missicius" sembra essere usato come sinonimo di veteranus, al quale si accompagna sino alla prima parte del I secolo d.C. La datazione degli epitaffi in cui il termine compare mostra infatti che esso è presente almeno fino al III secolo d.C. per i militari delle coorti ausiliarie e pretoriane, e fino al II secolo d.C. per le legioni. A conferma del fatto che i missicii siano equivalenti ai veterani, c'è poi il fatto che se essi fossero i congedati di servizio sub vexillo, le testimonianze a loro proposito sarebbero scomparse in età flavia, con il concomitante venir meno dei vexilla veteranorum e inoltre non sarebbero mai citati missicii appartenenti ai corpi militari che non prevedevano il servizio sub vexillo. Di conseguenza, sembra che con missicius vada inteso il veteranus in generale. 

## Definizioni delmissicius
Il significato del termine missicius è stato ed è ancora materia di discussione presso gli studiosi. Mommsen riteneva, basandosi su CIL III 2037 in cui è descritto un militare deceduto all'età di 35 anni, che il termine indicasse un militare in congedo con missio causaria, a causa di una malattia. Domaszewsky riteneva invece che il missicius fosse un soldato che, al termine dei sedici anni di servizio regolare, non era ancora divenuto un veteranus poiché gli restavano da compiere i quattro anni sub vexillo previsti dalla riorganizzazione dell'esercito operata da Augusto. Passerini estendeva questa definizione ai pretoriani. Mispoulet, mettendo in luce alcune incongruenze nella definizioni fornite da Mommsen e Domaszewsky, proponeva di far risalire l'etimologia di missicius al participio missus (congedato). Degrassi, a sua volta, sulla base di un'iscrizione brindisina, riteneva che il termine, nella prima parte dell'impero, e in particolare prima dell'affermarsi della formula honesta missio, stesse a significare il congedato in generale. Le Roux  interpretava la formula miles missicius veteranus, presente nell'iscrizione di Cales, in accordo con Domaszewsky e Passerini, distinguendo però tre momenti della carriera militare del personaggio in questione: il servizio militare vero e proprio, quello nel vexillum e infine il congedo. 
Sulla base della documentazione epigrafica fornita da Elisabetta Todisco, è possibile chiarire il significato del termine in relazione alle occorrenze rilevate in 47 documenti epigrafici. Innanzitutto, il termine non si riferisce ad un corpo militare in particolare, ma è attestato per legionari, pretoriani, ausiliari e classiari. In secondo luogo, basandosi sull'età alla morte di coloro che vengono definiti missicii, fornita in 10 epitaffi, è possibile riscontrare che 7 dei 10 personaggi citati sono morti dopo i 50 anni, il che pare confermare la definizione di missicius come militare in congedo, e quindi come vero e proprio veteranus. Ci sono tuttavia 3 casi in cui i personaggi citati nelle fonti sono morti prima dei 40 anni: in due casi, la morte pare essere avvenuta all'età di 39 anni, il che però non impedisce che tali militari siano stati congedati dopo un regolare servizio nell'esercito della durata di 16 anni (sarebbero dunque stati arruolati all'età di 23 anni). In un caso, invece, come risulta dall'iscrizione di Salona, la morte del personaggio è segnalata all'età di 35 anni, un'età difficilmente attribuibile a un congedato della legione. Come detto, Mommsen riteneva che tale prematuro congedo fosse stato determinato da una malattia (missio causaria), ma non va escluso un errore del lapicida. Si tratta, ad ogni modo, di un'unica eccezione su 47 fonti al quadro generale tracciato sin qui e che come tale non è sufficiente a inficiare le numerose testimonianze da cui è possibile desumere che i missicii abbiano regolarmente espletato il servizio militare.

## Missiciie veterani
Tre iscrizioni di particolare importanza presentano le seguenti formule: miles missicius, veteranus missicius  e miles missicius veteranus. Esse sembrano rinviare ad una distinzione tra veterani e missicii, dal momento che, in caso contrario, sarebbe bastato il ricorso ad uno dei due termini per indicare lo status del personaggio. Sembra tuttavia che ciò sia principalmente da imputare al fatto che il termine veteranus non avesse ancora assunto un'autonomia d'uso, come del resto testimoniato dalla comparsa del sostantivo miles. A proposito del miles missicius, che sembra indicare una differenza tra missicii e veterani, come suggerendo potesse darsi un missicius che non fosse anche un veterano, Mommsen ha ipotizzato che il personaggio ricordato potrebbe essere identificato in uno dei rivoltosi delle legioni pannoniche del 14 d.C.: questi, pur essendo in congedo, non avrebbe potuto fregiarsi del titolo di veteranus (con tutti i benefici connessi) per via della sua militanza tra le file dei rivoltosi, ma avrebbe comunque potuto godere del prestigio al rientro nella vita civile che il titolo di missicius gli conferiva. 
In conclusione, il missicius sarebbe equivalente al sostantivo veteranus, a cui si sarebbe accompagnato in una prima fase (nella prima parte del I secolo d.C.), quando quest'ultimo termine non aveva ancora assunto un significato autonomo. Successivamente, i due termini verranno usati, insieme al sostantivo emeritus, principalmente come sinonimi, con la formula missicius che risulta prevalente nelle provincie.